# Dugonics András Irodalmi Díj
A Dugonics András irodalmi díjat 2020-ban alapította Baranyai Anikó azzal a céllal, hogy a kortárs magyar irodalom azon szereplőit, akik a szórakoztató irodalom berkein belül alkotnak, díjazza az olvasóik és követőik bevonásával, és ez által nagyobb ismertségre tehessenek szert.
A névválasztás hosszas kutatás eredménye. Dugonics András az első szerző, aki magyar nyelven publikált regényt, Etelka címmel 1788-ban. A névhasználatot a hagyatékkezelő engedélyezte a díj alapítója részére. Az alapító egyúttal a névadó munkásságára is fel kívánta hívni az olvasóközönség figyelmét.
Ez egy olyan irodalmi elismerés, ahol az olvasók döntenek a jelöltek személyéről, és ők is szavaznak arról, hogy kinek ítélnék oda az adott kategória első helyezettje címet. Nincs kuratórium, nincs egyéni – szubjektív – vélemény-felülírás; nem politikai nézetek vagy személyi ismeretségek, hanem csak a jelölések és szavazatok mennyisége dönt.
2020-ban 18+1, 2021-ben 23+1 kategóriában hirdettek díjazottat. 2022-ben már 24+1 kategóriában fognak.

## Kategóriák (2022-től)
- Dokumentalista, tényirodalom
- Erotikus irodalom
- Fantasy irodalom
- (Ön)fejlesztő irodalom
- Gyerek-, ifjúsági irodalom
- Horror irodalom
- Humor, szatíra
- Interjúkötet, életrajz
- Ismeretterjesztő irodalom
- Kalandregény
- Költészet
- Krimiregény
- Mese, meseregény
- Műfordító
- Napló, naplóregény
- New adult irodalom
- Romantikus irodalom
- Sci-fi irodalom
- Spirituális, ezoterikus irodalom
- Szépirodalom
- Szórakoztató irodalom
- Thriller regény
- Történelmi regény
- Young adult irodalom

+ Etelka-díj - az abszolút elsőnek

## A díj odaítéléséről
Szerzőket felterjeszteni az olvasók tudnak - az aktuális év - május 31-ig. A jelöléseket ezt követően először ellenőrzik (megfelelnek-e a kiírásban meghatározott feltételeknek), aztán összesítik, ami alapján összeállításra kerül a kategóriánkénti szavazólista. Szavazni az augusztus 20-át követő első hétfőtől lehet egy hónapon keresztül. Ennek lezárultával a jelölések számát, a facebook-moly-google és IK TOP10 szavazatokat szerzőnként összesítik és kialakul a végleges sorrend.
Eredményhirdetésre minden évben a Magyar Regényírás Napján - október 18-án - kerül sor.

### A jelölés feltételei
A jelölés során a szerző neve mellett minden esetben könyvcímet is fel kell tüntetni.
- MAGYAR SZERZŐ (költő, író, aki magyar nyelven publikál - NEM fordítás)
- ÉLŐ SZEMÉLY (posztumusz nem díjaznak)
- Saját ÖNÁLLÓ kötettel rendelkező szerző (egyedüli szerzőként publikált kötet, vagy max egy társszerzővel együttesen; antológiával nem fogadnak el jelölést)
- tárgyévet megelőző két évben legalább egy kiadott könyv/e-könyv
- MŰFORDÍTÓ, mint szerző esetén
  - tárgyévet megelőző két évben legalább egy magyar nyelvre fordított és megjelent könyv / e-könyv.
  - bármely nyelvről magyarra
  - bármely műfajban

## Díjazottak

### 1. helyezettek
| Kategória                        | 2020                | 2021                 | 2022                  | 2023                              |
| -------------------------------- | ------------------- | -------------------- | --------------------- | --------------------------------- |
| ETELKA                           | Leda D'Rasi         | Dóró Sándor          | Farkas Anett          |                                   |
| Dokumentalista, tényirodalom     | Vujity Tvrtko       | Pfeiffer Gábor       | Vujity Tvrtko         |                                   |
| Erotikus                         | -                   | Marilyn Miller       | Hugyec Anikó          | Anita Boza                        |
| Fantasy                          | Leda D'Rasi         | On Sai               | Zsivicz Norbert       | Leda D'Rasi                       |
| (Ön)fejlesztő irodalom           | -                   | M. Baranyai Anikó    | Csernus Imre          | Berta Gábor                       |
| Gyerek-, ifjúsági irodalom       | -                   | Szabó Z. László      | Hétvári Andrea        | B. Habarics Kitty                 |
| Horror irodalom                  | John Cure           | Selena B. Lowell     | Szollár Bence         | Tolnai Viktor                     |
| Humor, szatíra                   | Robin O'Wrightly    | Kovács Kornélia      | Tarja Kauppinen       | Tarja Kauppinen                   |
| Interjúkötet, életrajz           | Naszvadi Judith     | Tanács Eszter        | Hajdú-Antal Zsuzsanna |                                   |
| Ismeretterjesztő irodalom        | -                   | Turcsán Tamás Péter  | Ruzsics Ilona         | Pinke Attila                      |
| Kalandregény                     | Németh Krisztina    | Buótyik Dorina       | Chris Land            | Halász Emese                      |
| Kortárs irodalom                 |                     |                      |                       | Löki Viktor                       |
| Költészet                        | Ambrus József       | Dóró Sándor          | Varga János Veniam    | Lencsés Károly                    |
| Krimi                            | Csabai Márk         | Berill Shero         | Farkas Anett          | Bihary Péter                      |
| Mese, meseregény                 | Bombicz Judit       | Czirják Erika        | B. Habarics Kitty     | Bombicz Judit                     |
| Műfordító                        | -                   | -                    | Lukács Andrea         | Lukács Andrea                     |
| Napló, naplóregény               | Bombera Krisztina   | Majernyik Szimonetta | Szaszkó Gabriella     | Náray Tamás                       |
| New adult irodalom               | L. J. Wesley        | Kollár Betti         | Kollár Betti          | Leiner Laura                      |
| Romantikus irodalom              | N. Fülöp Beáta      | B. E. Belle          | Baráth Viktória       | N. Simon Barbara                  |
| Sci-fi irodalom                  | Stephen Paul Thomas | Tolnai Viktor        | Fazekas László        | Dömötör László                    |
| Spirituális, ezoterikus irodalom | -                   | Nemec Mariann        | Zabary Kata           | Juhász Bálint                     |
| Szépirodalom                     | Náray Tamás         | Péterfy-Novák Éva    | Fábián Janka          | Géczi Viktória                    |
| Szórakoztató irodalom            | Lakatos Levente     | Bihary Péter         | N. Fülöp Beáta        | Farkas Anett                      |
| Thriller irodalom                | Mason Murray        | Gabriel Russ         | Leda D'Rasi           | John Cure                         |
| Történelmi regény                | Böszörményi Gyula   | Tomcsik Nóra         | Palotás Petra         | Fábián Janka                      |
| Young adult irodalom             | Riley Baker         | Ludvig Dóra          | Leiner Laura          | Pataki Eszter és Pataki Krisztina |

### 2. helyezettek
| Kategória                        | 2020               | 2021              | 2022               |
| -------------------------------- | ------------------ | ----------------- | ------------------ |
| ETELKA                           |                    |                   | Törtei Eszter      |
| Dokumentalista, tényirodalom     | D. Tóth Kriszta    |                   | Gombos László      |
| Erotikus                         | -                  |                   | Marilyn Miller     |
| Fantasy                          | T. C. Lang         |                   | Emily Miller       |
| (Ön)fejlesztő irodalom           | -                  |                   | F. Várkonyi Zsuzsa |
| Gyerek-, ifjúsági irodalom       | -                  |                   | Téti István        |
| Horror irodalom                  | Selena B. Lowell   |                   | Selena B. Lowell   |
| Humor, szatíra                   | Bödőcs Tibor       |                   | Vavyan Fable       |
| Interjúkötet, életrajz           | Friderikusz Sándor |                   | Fonyódi Anita      |
| Ismeretterjesztő irodalom        | -                  |                   | Szabó Borka        |
| Kalandregény                     | J. A. A. Donath    |                   | Szép Zsolt         |
| Költészet                        | Tóth Olivér        |                   | Ambrus József      |
| Krimi                            | Giuditta Fabbro    |                   | Törteli Eszter     |
| Mese, meseregény                 | Nemec Mariann      |                   | Czirják Erika      |
| Műfordító                        | -                  |                   | Nagy Szilvia       |
| Napló, naplóregény               | Marie M.           |                   | Kovács Dorka       |
| New adult irodalom               | Elyn Vee N         |                   | K. M. Holmes       |
| Romantikus irodalom              | Anne L. Green      |                   | B. E. Belle        |
| Sci-fi irodalom                  | Szemán Zoltán      |                   | Sáfár Sándor       |
| Spirituális, ezoterikus irodalom | -                  |                   | Papp Csilla        |
| Szépirodalom                     | Péterfy-Novák Éva  | Bubrik Zseraldina | Guti Csaba         |
| Szórakoztató irodalom            | Vavyan Fable       |                   | Borsa Brown        |
| Thriller irodalom                | Ludányi Bettina    |                   | John Cure          |
| Történelmi regény                | Tomcsik Nóra       |                   | Budai lotti        |
| Young adult irodalom             | Leiner Laura       |                   | Riley Baker        |

### 3. helyezettek
| Kategória                        | 2020              | 2021 | 2022                             |
| -------------------------------- | ----------------- | ---- | -------------------------------- |
| ETELKA                           |                   |      | Varga János Veniam               |
| Dokumentalista, tényirodalom     | Moldova György    |      | Spiró György                     |
| Erotikus                         | -                 |      | Ella Steel                       |
| Fantasy                          | Illyana Sanara    |      | Aurora P. Hill                   |
| (Ön)fejlesztő irodalom           | -                 |      | Tóth Erzsébet Fanni - Vibók Ildi |
| Gyerek-, ifjúsági irodalom       | -                 |      | M. Nyirő Mária                   |
| Horror irodalom                  | G. G. Doe         |      | Veres Attila                     |
| Humor, szatíra                   | Bihari Viktória   |      | Réti László                      |
| Interjúkötet, életrajz           | Szegő András      |      | Hernádi Judit - Tarján Zsófia    |
| Ismeretterjesztő irodalom        | -                 |      | M. Baranyai Anikó                |
| Kalandregény                     | Urbánszki László  |      | Németh Krisztina                 |
| Költészet                        | A. Túri Zsuzsa    |      | Szöllősi Bernadett               |
| Krimi                            | Komlós Kinga      |      | Anne L Green                     |
| Mese, meseregény                 | Gyebrovszki Ilona |      | Kozma Ani                        |
| Műfordító                        | -                 |      | Tóth Gizella                     |
| Napló, naplóregény               | Hadas Krisztina   |      | Mátyás Mónika                    |
| New adult irodalom               | Ashley Carrigen   |      | Ruby Saw                         |
| Romantikus irodalom              | B. E. Belle       |      | Karády Anna                      |
| Sci-fi irodalom                  | Fedina Lídia      |      | Glaszhütter Bianka               |
| Spirituális, ezoterikus irodalom | -                 |      | Kováts Róbert                    |
| Szépirodalom                     | Majzik Ilona      |      | Lontai Léna                      |
| Szórakoztató irodalom            | Tomor Anita       |      | Náray Tamás                      |
| Thriller irodalom                | Sienna Cole       |      | Ludányi Bettina                  |
| Történelmi regény                | Bíró Szabolcs     |      | Bauer Barbara                    |
| Young adult irodalom             | Rácz-Stefán Tibor |      | Rácz-Stefán Tibor                |